# Espadilla

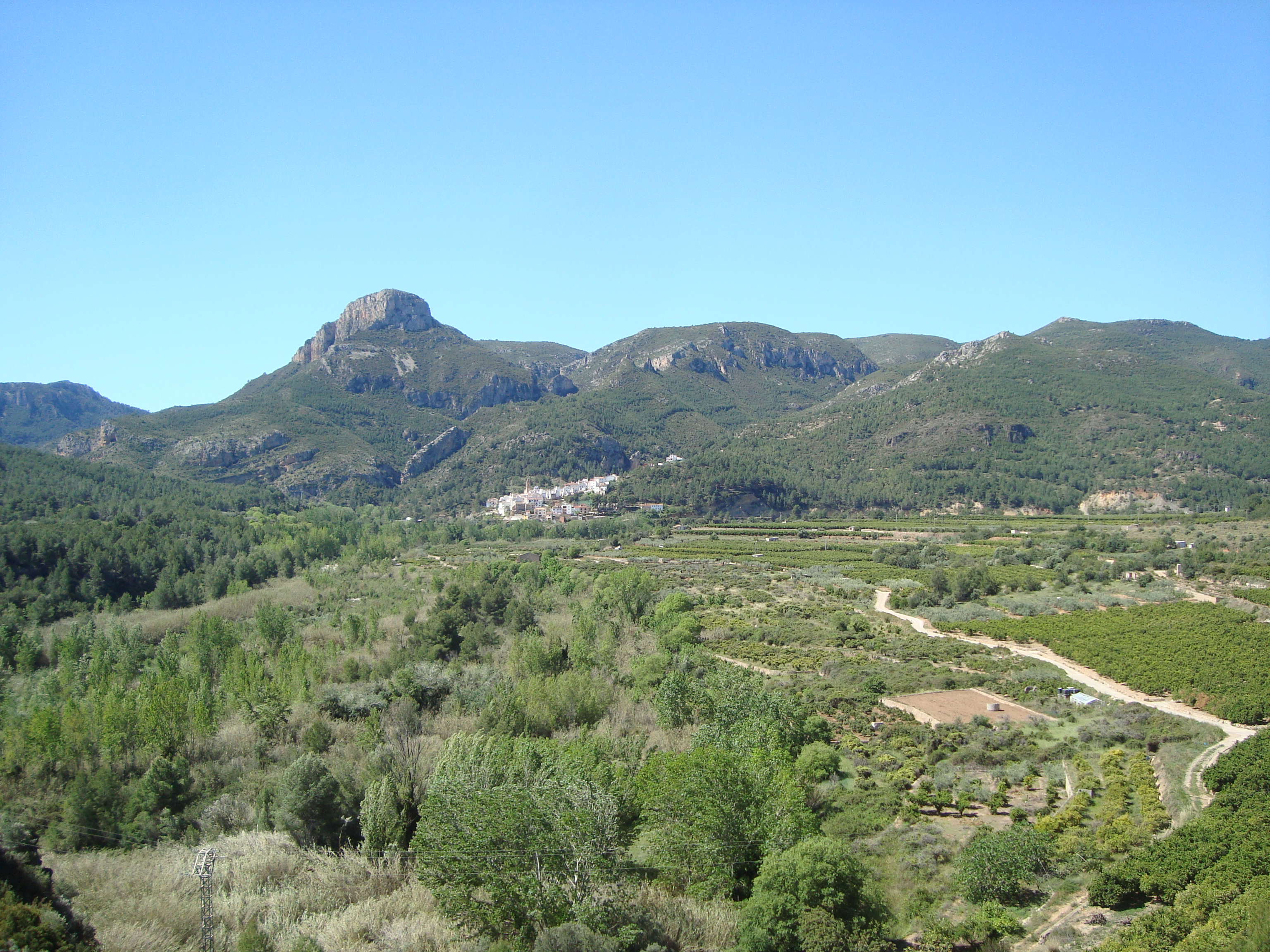
Espadilla (Castellón)

Espadilla, en castillan et officiellement (Espadella en valencien), est une commune d'Espagne de la province de Castellón dans la Communauté valencienne. Elle est située dans la comarque de l'Alto Mijares et dans la zone à prédominance linguistique castillane.

## Géographie

Localisation d'Espadilla
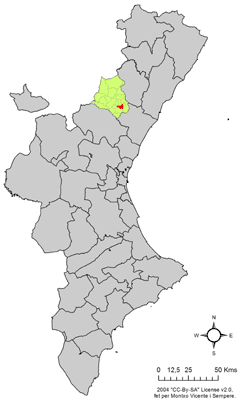
dans la Communauté valencienne.
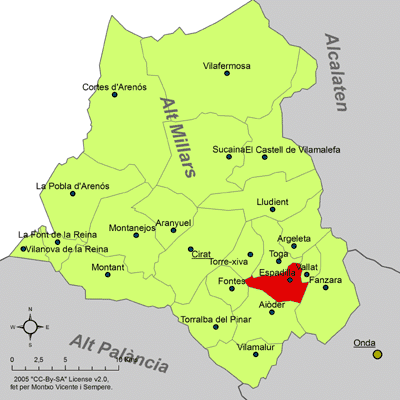
dans la comarque de l'Alto Mijares.